# Сулувек
Сулувек (пол. Sułówek) — село в Польщі, у гміні Сулув Замойського повіту Люблінського воєводства.
Населення — 97 осіб (2011).
У 1975-1998 роках село належало до Замойського воєводства.

## Демографія
Демографічна структура станом на 31 березня 2011 року:
|          | Загалом | Допрацездатний вік | Працездатний вік | Постпрацездатний вік |
| -------- | ------- | ------------------ | ---------------- | -------------------- |
| Чоловіки | 50      | 14                 | 28               | 8                    |
| Жінки    | 47      | 7                  | 22               | 18                   |
| Разом    | 97      | 21                 | 50               | 26                   |